# Dalia Stasevska
Dalia Stasevska (née le 30 décembre 1984 à Kiev en Ukraine) est une cheffe d'orchestre et altiste finlando-ukrainienne. 

## Biographie
Dalia Stasevska est née en 1984, d'un père ukrainien et d'une mère lituanienne, tous deux artistes. Arrivée en Finlande à l'âge de 5 ans, elle commence l'apprentissage du violon à 10 ans comme élève d'Ari Angervo au conservatoire de Tampere. Elle poursuit ses études musicales à l'Académie Sibelius avec comme professeur Kaija Saarikettu en 2004. Elle change son instrument pour l'alto sous la direction de Teemu Kupiainen et Ilari Angervo.
Elle s'initie à la direction d'orchestre avec Jorma Panula à l'Académie royale de musique de Suède, se perfectionne à l'Académie Sibelius avec Leif Segerstam et en sort diplômée en 2012. Elle a dirigé l'Orchestre philharmonique de Turku et l'Orchestre symphonique d'Oulu, et a été l'assistante d'Esa-Pekka Salonen. Depuis l'automne 2009, Dalia Stasevska est la directrice artistique du Helsinki Summer Chamber Festival. En 2014, elle devient assistante de Paavo Järvi à l'Orchestre de Paris.
En 2019, elle est nommée principale cheffe invitée de l'Orchestre symphonique de la BBC, et dirige un concert aux Proms. 
En 2020, elle est annoncée comme cheffe désignée de l'Orchestre symphonique de Lahti (2021-), dirige le « Last Night of the Proms », et reçoit le Prix du chef d’orchestre (Conductor Award) de la Royal Philharmonic Society.
En 2025, elle est prolongée au poste de première cheffe invitée de l'Orchestre symphonique de la BBC jusqu'en septembre 2027.